# الحقيقة والمنهج
الحقيقة والمنهج (بالألمانية: Wahrheit und Methode) هو كتاب صدر عام 1960 للفيلسوف هانز جورج جادامير. يستخدم المؤلف في هذا الكتاب مفهوم التفسير الفلسفي كما تم تطويره في كتاب الوجود والزمان للكاتب والفيلسوف مارتن هايدغر عام 1927. يُعتبر كتاب الحقيقة والمنهج من أهم أعمال جادامير.

## ملخص الكتاب
لجأ جادامير في هذا الكتاب بشدة إلى أفكار من يعرفون باسم المفسرين الرومانسيين مثل فريدريش شلايرماخر وأعمال المفسرين اللاحقين مثل فيلهلم ديلتاي. يرفض جادامير الهدف الذي لا يمكن تحقيقه من الموضوعية، ويقترح بدلًا من ذلك أن المعنى يتشكل من خلال التواصل بين الأفراد.
مشروع جادامير الفلسفي، كما يشرحه في هذا الكتاب هو توضيح مفهوم التفسير الفلسفي والذي بدأه هايدغر في الوجود والزمان ولكنه لم يتناوله بالتفصيل. كان هدف جادامير هو كشف طبيعة الفهم البشري، حيث يجادل جادامير بأن الحقيقة من جهة والمنهج أو الأسلوب من جهة ثانية هما في صراع مع بعضهما البعض. كان جادامير نقديًا تجاه نهجين في العلوم الإنسانية، فمن جهة كان نقديًا للنهج الحديث في العلوم الإنسانية الذي يقتدي بالعلوم الطبيعية (وبالتالي بالأساليب العلمية الصارمة)، ومن ناحية أخرى عارض النهج الألماني التقليدي في العلوم الإنسانية.
على عكس النهجين (النهج الحديث في العلوم الإنسانية والنهج الألماني التقليدي) فإن جادامير يرى أن الناس لديهم وعي تأثيري تاريخي (بالألمانية: wirkungsgeschichtliches Bewußtsein)، وأنهم متأصلون في التاريخ والثقافة الخاصة التي شكلتهم. لا يرى جادامير في كتابه الحقيقة والمنهج بيانًا برنامجيًا يقدم طريقة جديدة لتفسير النصوص، بل إن نيته من الكتاب هو تقديم وصف لما نفعله دائمًا عندما نفسر الأشياء (حتى لو لم نكن نعلم ذلك)، ويؤكد: كان اهتمامي الحقيقي وما زال فلسفيًا: ليس ما نفعله أو ما يجب أن نفعله، ولكن ما يحدث لنا فوق رغبتنا وفعلنا.

## النشر
نشر الكتاب أول مرة باللغة الألمانية، ثم ترجم للغة الإنجليزية فصدر في طبعتين: الطبعة الأولى والطبعة الثانية المنقحة والني تعتبر موثوقة، فيما تتضمن الطبعة الألمانية من أعمال جادامير المجمعة مجلدًا يشرح فيه جادامير حجته ويناقش آراء الكتاب والنقاد في كتابه. نشر جادامير مقالة طويلة عن الشاعر بول سيلان بعنوان "من أنا ومن أنت؟ وقد اعتبرها الكثيرون بما في ذلك هايدجر وغادامير نفسه مجلدًا ثانيًا لكتاب الحقيقة والمنهج. صدرت نسخة عربية مترجمة عن الكتاب الأصلي (باللغة الألمانية) بترجمة من حسن ناظم وعلي حاكم صالح في نحو 760 صفحة.